# Rudolf Straeuli
Rudolf August Wilkens Straeuli (Pretoria, 20 de agosto de 1963) es un abogado, exentrenador y exrugbista sudafricano que se desempeñaba mayoritariamente como octavo. Fue internacional con los Springboks en los años 1990, se consagró campeón del mundo en Sudáfrica 1995 y su técnico en Australia 2003.

## Carrera
Estudió y se recibió de abogado en la Universidad de Pretoria, por lo que recién debutó en la primera de los Blue Bulls recién a los 27 años en 1990. Con la provincia ganó la Lion Cup, el entonces torneo más importante de Sudáfrica, y la Currie Cup.
Jugó en el italiano Petrarca Rugby, por entonces la única liga de rugby profesional, durante la temporada 1992-93 y a su regreso se incorporó a los Golden Lions; donde fue dirigido por Kitch Christie y se alineó junto a Francois Pienaar.
En 1993 realizó una gira con los South African Barbarians al Reino Unido y en 1995 representó a los Barbarians, en un encuentro contra los Leicester Tigers.

### Profesional
Con la apertura al profesionalismo en 1995, fue contratado por los Golden Lions para disputar el nuevo Súper Rugby. Tras jugar la temporada 1997 emigró al Reino Unido, para unirse a los Bedford Blues de la inglesa RFU Championship y se retiró al finalizar la temporada ganando el ascenso 1997-98.

## Selección nacional
Christie lo convocó a los Springboks en 1994, debutó en Dunedin (Nueva Zelanda) contra los All Blacks y les marcó un try. Desde entonces fue regular en la selección como suplente, jugando incluso de ala y disputó su última prueba frente a la Rosa en noviembre de 1995.
André Markgraaff, quien asumió como técnico para 1996, jamás lo tuvo en cuenta. En total jugó diez pruebas y anotó cuatro tries (20 puntos).

### Participaciones en Copas del Mundo
Christie lo seleccionó para Sudáfrica 1995 como suplente del titular Mark Andrews. Jugó en tres partidos incluyendo la final, donde vencieron a Nueva Zelanda, y se consagró campeón del mundo.
| Mundial                       | Sede      | Resultado | PJ | Tries |
| ----------------------------- | --------- | --------- | -- | ----- |
| Copa Mundial de Rugby de 1995 | Sudáfrica | Campeón   | 3  | 0     |

## Entrenador
En 1998 inició como técnico en los Bedford Blues y de vuelta en Sudáfrica fue entrenador de los Natal Sharks.

### Sudáfrica
En marzo de 2002 asumió en los Springboks por decisión de la SARU, en sustitución del deficitario Harry Viljoen y dejaría un controvertido legado.
Al principio las cosas fueron bien y ganó sus primeras cuatro pruebas contra: Gales, Argentina y Samoa. Pero cuando los Springboks tuvieron que enfrentarse a los diez mejores equipos del mundo las cosas comenzaron a ir muy mal; su equipo ganó solo dos de sus 17 partidos y terminó último en el Torneo de las Tres Naciones 2002 e igual en 2003. En total obtuvo un registro más pobre que el de su predecesor, dirigió en 23 pruebas: el 52% fueron ganadas y esto lo convierte en uno de los peores en la historia de la selección.

#### Copa Mundial de 2003
En Australia 2003, a pesar del duro entrenamiento y la disciplina impuesta a los jugadores, la selección demostró estar deficiente precisamente en términos de condición física y fue eliminada en cuartos de final por los All Blacks.
Luego del desastre se reveló el Kamp Staaldraad y Straeuli renunció inmediatamente. En el campamento del ejército Sudafricano los jugadores recibieron instrucción militar en pleno invierno, siendo sometidos a condiciones humillantes como arrastrarse desnudos en el barro para «templar el cuerpo y la voluntad».
Straeuli, luego de pedir perdón, dijo que realmente creía que la instrucción militar anularía el individualismo de los jugadores y haría de ellos un equipo unido.

## Palmarés
Por su conducta se ganó la etiqueta de uno de los entrenadores más duros y severos de la historia del rugby, además de también otros deportes.
- Campeón de la Lion Cup de 1990, 1991 y 1994.
- Campeón de Currie Cup de 1991, 1993, 1994 y 2008.